# Enrique Camarena
Enrique "Kiki" Camarena Salazar (Mexicali, 26 juli 1947 – Guadalajara, 9 februari 1985) was een Mexicaans-Amerikaans undercoveragent voor de Drug Enforcement Administration (DEA) die vooral bekend is vanwege zijn brute moord door de Mexicaanse drugsmaffia.
In 1974 ging Camarena bij de DEA werken. Hij werd in 1981 aangewezen voor het kantoor van de DEA in Guadalajara, de hoofdstad van de Mexicaanse staat Jalisco. Camarena's werk was al voor zijn dood bekend in zowel de Verenigde Staten als Latijns-Amerika. Hij infiltreerde drugsbendes en wist er vele op te rollen. Hoewel zijn naam bekend was, wist hij zijn gezicht uit de media te houden.
In 1984 werd op basis van informatie van Camarena een marihuanaveld in Colonia Búfalo van het Guadalajarakartel met een grootte van 1000 hectare vernietigd door de Mexicaanse autoriteiten.
Op 7 februari 1985 werd hij op klaarlichte dag ontvoerd in Guadalajara. Hij werd gemarteld in opdracht van Rafael Caro Quintero en overleed later aan zijn verwondingen, vermoedelijk twee dagen na zijn ontvoering. Zijn lichaam werd op 5 maart ontdekt.
Na zijn dood groeide hij uit tot een legende. Zowel in de Verenigde Staten als Mexico werden meerdere films en televisieseries over zijn leven gemaakt en hij ontving postuum de Administrator's Award of Honor, de hoogste onderscheiding van de DEA. De Amerikaanse overheid startte een onderzoek naar de moord op Camarena. Aangezien Mexico hoge eisen stelde aan de uitlevering van zijn burgers, liet de DEA twee verdachten, Humberto Álvarez Machaín en Javier Vasquez Velasco, door premiejagers ontvoeren naar de Verenigde Staten. Ondanks felle protesten van de Mexicaanse regering werden beiden berecht. Álvarez werd vrijgesproken maar Velasco werd tot drie keer levenslang veroordeeld. Deze veroordeling werd echter bekritiseerd daar een deel van het bewijsmateriaal nooit werd vrijgegeven door de Mexicaanse politie. Vermoed wordt dat de Mexicaanse politie of mogelijk zelfs Mexicaanse politici zelf betrokken zijn geweest bij de dood van Camarena.
Enrique Camarena liet een vrouw en drie zonen achter.

## Wetenswaardigheden
De persoon van Camarena stond centraal in het eerste seizoen (2018) van de Netflix-serie Narcos: Mexico. Daarin werd hij gespeeld door Michael Peña.
- Gemeinsame Normdatei: 1120536812
- International Standard Name Identifier: 0000 0000 4044 2082
- Library of Congress Control Number: n2007049241
- Nederlandse Thesaurus van Auteursnamen: 402315510
- Virtual International Authority File: 726151172690639210007
- WorldCat: E39PBJjCPJKk7hDMrXk8FcCRKd